# Martin Seidl (Handballspieler)
Martin Seidl (* 10. Jänner 1989 in Wien) ist ein österreichischer Handballspieler.

## Karriere
Der gebürtige Wiener begann seine aktive Profi-Karriere 2008 bei den Handballclub Fivers Margareten. Davor war er bereits für denselben Verein in diversen Jugendligen aktiv. In der Saison 2010/11, 2011/12 und 2012/13 lief der Rückraumspieler in der Niederösterreichischen Landesliga für die SG Perchtolsdorfer Devils/AON Fivers auf. Seit 2013 ist der 1,98 Meter große Rechtshänder beim Vöslauer HC unter Vertrag und stieg mit diesen in die Handball Bundesliga Austria auf.

## Saisonbilanzen

### HLA
| Saison    | Verein                         | Spielklasse | Tore | 7-Meter   | Feldtore |
| --------- | ------------------------------ | ----------- | ---- | --------- | -------- |
| 2008/09   | Handballclub Fivers Margareten | HLA         | 1    | 1/1       | 0        |
| 2009/10   | Handballclub Fivers Margareten | HLA         | 1    | 0/0       | 1        |
| 2008–2017 | gesamt                         | HLA         | 2    | 1 (100 %) | 1        |

### HBA
| Saison    | Verein      | Spielklasse | Tore | 7-Meter     | Feldtore |
| --------- | ----------- | ----------- | ---- | ----------- | -------- |
| 2014/15   | Vöslauer HC | HBA         | 50   | 3/3         | 47       |
| 2015/16   | Vöslauer HC | HBA         | 40   | 0/0         | 40       |
| 2013–2016 | gesamt      | HBA         | 90   | 3/3 (100 %) | 87       |

## Erfolge
- 1× Österreichischer Meister (mit den Aon Fivers)
- 1× Österreichischer Pokalsieger (mit den Aon Fivers)